# Miguel Oswaldo González
Miguel Oswaldo González (8 de noviembre de 1952) es un exfutbolista argentino, jugaba de delantero y fue goleador en varios de los equipos para los que jugó. Gran parte de su trayectoria deportiva la ha desarrollado entre Venezuela y  Colombia. Desde 2010 está vinculado como entrenador de delanteros en el Real Santander.

## Trayectoria como jugador
Su debut a nivel profesional fue con Deportivo Morón y posteriormente jugó en Boca Juniors y Banfield. A principios de los años ochenta llega a Colombia al Atlético Bucaramanga, y luego pasa a equipos como Deportivo Cali y Deportes Tolima, respectivamente. Posteriormente militó en los equipos venezolanos Deportivo Táchira y Estudiantes de Mérida, retirándose en 1993.

## Trayectoria como entrenador
En la parte técnica fue asistente técnico de Walter "Cata" Roque en el Unión Atlético Táchira en su última etapa como jugador y posteriormente. También fue Mánager Deportivo de la Liga Santandereana de Fútbol a finales de la década pasada. Desde 2010 venía desempeñándose como entrenador de delanteros en el Real Santander de la Categoría Primera B colombiana y a principios de 2012 asumió como Director Técnico de esta institución para enfrentar el torneo de 2012.

## Clubes

### Como jugador
| Club                    | País      | Año       |
| ----------------------- | --------- | --------- |
| Deportivo Morón         | Argentina | 1972-1975 |
| Boca Juniors            | Argentina | 1975      |
| Banfield                | Argentina | 1976-1978 |
| Independiente Rivadavia | Argentina | 1979      |
| Quilmes                 | Argentina | 1980      |
| Banfield                | Argentina | 1981      |
| Atlético Bucaramanga    | Colombia  | 1982-1984 |
| Deportivo Cali          | Colombia  | 1985-1986 |
| Deportes Tolima         | Colombia  | 1987      |
| Deportivo Táchira       | Venezuela | 1987-1989 |
| Estudiantes de Mérida   | Venezuela | 1990      |
| Deportivo Táchira       | Venezuela | 1990-1993 |

### Como asistente técnico
| Club              | País      | Año       |
| ----------------- | --------- | --------- |
| Deportivo Tachira | Venezuela | 1999-2001 |

### Como manager
| Club                         | País     | Año |
| ---------------------------- | -------- | --- |
| Liga Santandereana de fútbol | Colombia | ?   |

### Como formador
| Club           | País     | Año       |
| -------------- | -------- | --------- |
| Real Santander | Colombia | 2010-2011 |
| Real Santander | Colombia | 2013-Act. |

### Estadísticas como entrenador
| Real Santander · Colombia | 2ª                  | 2012                | 42 | 13 | 8 | 21 | 10 | 1 | 2 | 7 | - | - | - | - | 52 | 14 | 10 | 28 | 33.33% |  |  |  |
| Real Santander · Colombia | 2ª                  | 2013                | 4  | 0  | 1 | 3  | 1  | 0 | 0 | 1 | - | - | - | - | 5  | 0  | 1  | 4  | 8.33%  |  |  |  |
| Real Santander · Colombia | Total               | Total               | 46 | 13 | 9 | 24 | 11 | 1 | 2 | 8 | 0 | 0 | 0 | 0 | 57 | 14 | 11 | 32 | 30.99% |  |  |  |
| Total en su carrera       | Total en su carrera | Total en su carrera | 46 | 13 | 9 | 24 | 11 | 1 | 2 | 8 | 0 | 0 | 0 | 0 | 57 | 14 | 11 | 32 | 30.99% |  |  |  |
| 1. 2.                     |                     |                     |    |    |   |    |    |   |   |   |   |   |   |   |    |    |    |    |        |  |  |  |

## Palmarés
Miguel Oswaldo González fue goleador en la dècada de los ochenta del campeonato profesional Colombiano y Venezolano, respectivamente.
| Distinción                                    | Año     |
| --------------------------------------------- | ------- |
| Goleador del Campeonato Colombiano (27 goles) | 1982    |
| Goleador del Campeonato Colombiano (34 goles) | 1985    |
| Goleador del Campeonato Venezolano 22 goles)  | 1987-88 |